# Unigenitus
Unigenitus (nomeado pelas suas palavras iniciais em latim: Unigenitus Dei Filius, ou “Filho único de Deus”) é uma constituição apostólica em forma de bula papal promulgada pelo Papa Clemente XI em 1713. Ela deu início à fase final da controvérsia jansenista na França. Unigenitus censurou 101 proposições de Pasquier Quesnel como:
falsas, capciosas, de má reputação, ofensivas para ouvidos piedosos, escandalosas, perniciosas, temerárias, injuriosas à Igreja e às suas práticas, contumeliosas para a Igreja e o Estado, sediciosas, ímpias, blasfemas, suspeitas e cheirando a heresia, favorecendo hereges, heresia e cisma, errôneas, beirando a heresia, frequentemente condenadas, heréticas, e reavivando várias heresias, especialmente aquelas contidas nas famosas proposições de Jansênio.

## Contexto
Em 1671, Pasquier Quesnel publicou um livro intitulado Abrégé de la morale de l'Evangile (“A Moral do Evangelho, Abreviada”). Ele continha os quatro Evangelhos em francês, com breves notas explicativas para auxiliar na meditação. A obra foi aprovada pelo bispo de Châlons-sur-Marne. Edições ampliadas se seguiram, incluindo uma tradução anotada em francês de todo o Novo Testamento, em 1678 e 1693–1694. Esta última edição foi muito recomendada pelo então novo bispo de Châlons, Louis Antoine de Noailles. Embora a primeira edição da obra contivesse apenas alguns pontos jansenistas, a tendência tornou-se mais evidente na segunda edição, e em sua forma completa, como apareceu em 1693, era — nas palavras da Catholic Encyclopedia de 1912 — “imbuída praticamente de todos os erros do jansenismo”.
Vários bispos proibiram a leitura do livro, e Clemente XI o condenou em um breve de 13 de julho de 1708, que, entretanto, não foi aceito na França porque sua redação e forma de publicação não estavam em harmonia com as prerrogativas aceitas pela Igreja Galicana. Noailles, que se tornara Arcebispo de Paris e cardeal, e que em 1702 descartara uma relíquia que há muito era venerada em Châlons como o cordão umbilical de Jesus, não estava disposto a retirar a aprovação que dera ao livro, e assim o jansenismo voltou a ganhar força.

## Elaboração
Para pôr fim a essa situação, vários bispos, apoiados pelo próprio Luís XIV, pediram ao Papa que emitisse uma bula no lugar do breve inaceitável. A bula precisaria evitar qualquer expressão contrária às “Liberdades galicanas” e ser submetida previamente ao governo francês antes da promulgação. Para evitar maiores escândalos, Clemente cedeu a essas condições humilhantes e, em fevereiro de 1712, nomeou uma congregação especial de cardeais e teólogos para extrair da obra de Quesnel as proposições que merecessem censura eclesiástica. O membro mais influente dessa congregação foi o cardeal Agostino Fabroni.
A bula, produzida com a contribuição de uma comissão que incluía o cardeal Fabroni e Gregorio Selleri, leitor no Colégio de Santo Tomás, rejeitou 101 proposições retiradas das Réflexions morales de Quesnel como heresias, revivendo proposições já condenadas nos escritos de Jansen.
A congregação levou dezoito meses para concluir seu trabalho, cujo resultado foi publicado como a Bula Unigenitus em Roma, em 8 de setembro de 1713.

## Conteúdo
A bula inicia-se com o alerta de Cristo contra os falsos profetas, especialmente aqueles que “espalham secretamente doutrinas más sob a aparência de piedade e introduzem seitas ruinosas sob a imagem de santidade”.
Em seguida, lista as 101 proposições condenadas, retiradas textualmente da última edição da obra de Quesnel, juntamente com as passagens bíblicas usadas por ele para justificá-las. Exemplos: a graça age com onipotência e é irresistível; sem graça o homem só pode cometer pecado; Cristo morreu somente pelos eleitos; todo amor que não seja sobrenatural é mau; sem amor sobrenatural não pode haver esperança em Deus, nem obediência à Sua lei, nem boas obras, nem oração, nem mérito, nem religião; a oração do pecador e seus outros atos bons, realizados por medo do castigo, são apenas novos pecados; a Igreja compreende apenas os justos e os eleitos; a leitura da Bíblia é para todos; a absolvição sacramental deve ser adiada até depois da satisfação; os pastores supremos só podem exercer o poder de excomunhão da Igreja com o consentimento, ao menos presumido, de todo o corpo da Igreja; a excomunhão injusta não exclui o excomungado da união com a Igreja.
A bula também condena afirmações como a de que a leitura da Sagrada Escritura é para todos, que é útil e necessária em todos os momentos, lugares e para todo tipo de pessoa, a fim de estudar e conhecer o espírito, a piedade e os mistérios da Escritura Sagrada, e que a sua obscuridade não é razão para dispensar os leigos de lê-la, além de alegar que isso lhes seria prejudicial. (79–81, 83–86)
A bula encontra falhas em muitas outras declarações do livro de Quesnel, sem, no entanto, especificá-las detalhadamente. Em particular, acusa a tradução do Novo Testamento, pois teria sido “condenavelmente adulterada” (damnabiliter vitiatum) e, de muitas formas, semelhante a outra tradução francesa já condenada.

## Recepção
Segundo John McManners, “as complexas manobras diplomáticas que levaram à sua promulgação foram motivadas pelos jesuítas e seus simpatizantes, inimigos de Noailles, e pelo já idoso Luís XIV, que desejava destruir os jansenistas como ‘um partido republicano na Igreja e no Estado’, ao mesmo tempo em que sustentava a independência da Igreja Galicana”.
Luís XIV recebeu a bula em Fontainebleau em 24 de setembro de 1713 e enviou uma cópia ao cardeal Noailles, que, provavelmente antes de recebê-la, já havia revogado, em 28 de setembro, a aprovação das “Reflexões Morais” que dera em 1695. O rei também convocou o clero francês a se reunir em Paris para aceitar a bula.
Na primeira sessão, Noailles designou um comitê presidido pelo cardeal Rohan de Estrasburgo para decidir sobre a forma mais adequada de aceitar a bula. As tentativas de Noailles para impedir uma aceitação incondicional foram inúteis, e a bula foi aceita e oficialmente registrada. Porém, uma instrução pastoral de Noailles proibiu seus padres, sob pena de suspensão, de aceitarem a bula sem sua autorização; isso foi condenado por Roma. Os bispos da França ficaram divididos. O Papa sentiu que sua autoridade estava ameaçada e tencionava convocar Noailles a comparecer à Cúria e, se necessário, destituí-lo do cardinalato. Mas o rei e seus conselheiros, enxergando nessa medida um atentado às “Liberdades Galicanas”, propuseram em vez disso a convocação de um concílio nacional que julgaria e condenaria Noailles e seu grupo.

## Consequências
O Papa não via com bons olhos a ideia de convocar um concílio nacional, que poderia prolongar desnecessariamente a controvérsia e pôr em risco a autoridade papal. Ainda assim, redigiu dois breves: um exigindo a aceitação incondicional da bula por Louis Antoine de Noailles dentro de quinze dias, sob pena de perda do barrete cardinalício e de punições canônicas; o outro, em tom mais paternal, ressaltava a gravidade da ofensa do cardeal. Ambos os breves foram colocados nas mãos do rei, com a solicitação de que este entregasse o texto menos severo caso houvesse esperança fundamentada de rápida submissão do cardeal. Na realidade, Noailles não deu sinais de submissão, enquanto o rei rejeitou o breve mais severo, alegando que ele subvertia as “Liberdades Galicanas”. Luís XIV, então, voltou a insistir na convocação de um concílio nacional, mas morreu em 1º de setembro de 1715 antes de concretizá-lo.
Felipe II de Orléans, agora Regente da França, favoreceu os opositores da bula. A Sorbonne aprovou, em 4 de janeiro de 1716, uma resolução anulando o registro prévio da bula, e os vinte e dois professores que protestaram foram expulsos da faculdade. As universidades de Nantes e Reims também rejeitaram a bula. Em resposta, em 1º de novembro, Clemente XI retirou da Sorbonne todos os privilégios papais que ela possuía e tentou privá-la do poder de conceder títulos acadêmicos.
Em 1º de maio de 1716, Clemente XI enviou dois breves à França. Um, endereçado ao regente, repreendia-o severamente por apoiar os oponentes da bula; o outro, dirigido à oposição, ameaçava destituir Noailles do cardinalato e proceder canonicamente contra todos que não aceitassem a bula dentro de dois meses. Esses breves não foram aceitos pelo regente porque seus textos não haviam sido previamente submetidos a seus ministros. Mas ele enviou a Roma o vigário-geral de Meaux, Chevalier, partidário dos jansenistas, a quem o Papa, entretanto, se recusou a receber ao saber que seu único objetivo era obter de Clemente XI a declaração de que a bula era obscura e necessitava de explicações. Em um consistório de 27 de junho de 1716, o Papa fez um discurso de três horas, informando aos cardeais sobre o tratamento dado à bula na França e manifestando seu propósito de destituir Noailles do cardinalato. Em novembro seguinte, enviou dois novos breves à França — um ao regente, pedindo sua cooperação para reprimir a oposição à bula; o outro aos que a aceitavam, advertindo-os contra as intrigas dos recalcitrantes e solicitando que exortassem seus irmãos errantes a desistirem de sua resistência.
Em 1º de março de 1717, quatro bispos (Soanen de Senez, de La Broue de Mirepoix, Colbert de Montpellier e Delangle de Boulogne) redigiram um apelo da bula a um concílio geral, fundando o grupo que passaria a ser conhecido como os “apelantes”. Entre 5 de março e 13 de maio, juntaram-se a eles as faculdades da Sorbonne, de Reims e de Nantes; bem como os bispos de Verdun, Pamiers, Châlons, Condom, Agen e St. Malo, e Auxerre; e, mais de um ano depois, os bispos de Laon, Bayonne e Angoulême.
Apesar de uma carta pessoal do Papa de 25 de março e de uma carta conjunta dos cardeais em Roma implorando a Noailles que se submetesse, ele também redigiu um apelo, em 3 de abril, “do Papa manifestamente enganado e da Constituição Unigenitus, em virtude dos decretos dos Concílios de Constança e de Basileia, ao Papa melhor informado e a um concílio geral a ser realizado sem constrangimento e em local seguro”. Inicialmente, ele não publicou o apelo, mas o depositou nos arquivos da officialité de Paris. Em 6 de maio, enviou uma longa carta ao Papa tentando justificar a sua própria posição e a de seus partidários. Poucos meses depois, seu apelo contra a bula tornou-se público. Em breve, muitos sacerdotes e religiosos, especialmente das dioceses de Paris e Reims, aderiram ao grupo dos apelantes; para aumentar a lista, aceitavam-se nomes de leigos e até leigas. Diz-se que o número total de apelantes chegou a 1 800 ou 2 000, muito aquém do esperado, considerando-se os cerca de 1 500 000 libras (300 000 dólares) distribuídos em subornos.
Em 8 de março de 1718, foi publicado um decreto da Inquisição, aprovado por Clemente XI, que condenava o apelo dos quatro bispos como cismático e herético, e o de Noailles como cismático e tendente à heresia. Como eles não retiraram seus apelos em tempo hábil, o Papa promulgou a bula “Pastoralis officii” em 28 de agosto de 1718, excomungando todos que se recusassem a aceitar a bula Unigenitus. Eles também apelaram dessa segunda bula. Noailles finalmente fez uma submissão ambígua em 13 de março de 1720, assinando uma explicação da bula Unigenitus, redigida por ordem do secretário de Estado francês, Guillaume Cardeal Dubois, e aprovada mais tarde por noventa e cinco bispos.
Depois de muita pressão por parte do rei da França e dos bispos, Noailles tornou pública essa aceitação ambígua da bula em sua instrução pastoral de 18 de novembro de 1720, mas isso não satisfez Clemente XI, que exigia uma aceitação incondicional. Após a morte de Clemente XI, em 19 de março de 1721, os apelantes continuaram obstinados durante os pontificados de Inocêncio XIII (1721–1724) e Bento XIII (1724–1730). Noailles, o principal líder da oposição, acabou por fazer uma submissão sincera e incondicional em 11 de outubro de 1728, falecendo pouco depois (2 de maio de 1729). A Sé Apostólica, em ação conjunta com o novo arcebispo de Paris, Vintimille, e o governo francês, gradualmente obteve a submissão da maior parte dos apelantes.